# Maurice Teynac
Maurice Teynac  (* 8. August 1915 in Paris; † 28. März 1992 ebenda) war ein französischer Schauspieler.

## Leben
Maurice Teynac startete seine Künstlerkarriere beim Cabaret, wo er bekannte Schauspieler parodierte. Sowohl auf der Theaterbühne als auch im Kino wurde Teynac nach dem Zweiten Weltkrieg rasch zu einem der populärsten Schauspieler seiner Generation in Frankreich. Gelegentlich wirkte er auch in internationalen Produktionen mit, für das deutsche Fernsehen auch in einer Folge der Serie Raumpatrouille. Teynac verkörperte meist elegante und distinguierte Persönlichkeiten.

## Filmografie (Auswahl)
- 1950: Opiumhölle Shanghai (Mystère à Shanghai)
- 1951: Nacht ohne Sterne (Night without Stars)
- 1952: Illusion in Moll
- 1952: Der Weg nach Damaskus (Le chemin de Damas)
- 1955: Nachts auf den Boulevards (Bedevilled)
- 1955: Napoleon (Napoléon)
- 1960: Austerlitz – Glanz einer Kaiserkrone (Austerlitz)
- 1961: Der Mörder steht im Telefonbuch (L’assassin est dans l‘annuaire)
- 1962: Der Teufel und die Zehn Gebote (Le Diable et les Dix Commandements)
- 1962: Die lustige Witwe
- 1962: Der Prozeß (Le procès)
- 1963: Geheimagent S. schlägt zu (L’honorable Stanislas, agent secret)
- 1964: L’Enfer
- 1964: Die Versuchung heißt Jenny (Los pianos mecánicos)
- 1966: Raumpatrouille; Folge 7: Invasion
- 1968: Graf Yoster gibt sich die Ehre; Staffel 1, Folge 3: Cosmos Oil 128 bezahlt
- 1968: Mayerling
- 1968: Therese und Isabell (Therese and Isabelle)
- 1968: Die Wölfin (La louve solitaire)
- 1968: Tom Sawyers und Huckleberry Finns Abenteuer (TV)
- 1972: Der unsichtbare Aufstand (Etat de siège)
- 1973: Die Rivalin (Ash Wednesday)
- 1975: Sondertribunal – Jeder kämpft für sich allein (Section spéciale)
- 1977: Barry, der Bernhardiner (Barry of the Great Bernard)